# بيسون ديلي
بيسون ديلي (بالإنجليزية: Bison Dele)‏ مواليد 06 أبريل 1969 في فريسنو - الوفاة 07 يوليو 2002، كان لاعب كرة سلة أمريكي بدأ مسيرته الاحترافية في سنة 1991 وحمل الرقم 8 و18. بلغ طوله 6 قدم 11 بوصة (2.1 م). اعتزل اللعب في 1999.

## فرق لعب لها
- أورلاندو ماجيك
- دنفر ناغتس
- لوس أنجلوس كليبرز
- شيكاغو بولز
- ديترويت بيستونز

## روابط خارجية
- بيسون ديلي على موقع الاتحاد الدولي لكرة السلة (الإنجليزية)
- بيسون ديلي على موقع إن بي أي (الإنجليزية)
- بيسون ديلي على موقع سبورتس رفرنس (الإنجليزية)
- بيسون ديلي على موقع كرة السلة الأوروبية.كوم (الإنجليزية)
- بيسون ديلي على موقع كلية كرة السلة في سبورتس رفرنس.كوم (الإنجليزية)
- بيسون ديلي على موقع ريلجم (الإنجليزية)
- بيسون ديلي على موقع بروبوليرز (الإنجليزية)